# طورة الغربية
طورة الغربية قرية فلسطينية تقع إلى الغرب من مدينة جنين وتبعد عنها حوالي 25كم وإلى الشمال من بلدة يعبد وتتبع إدارياً لمجلسها القروي الموحد للغربي والشرقي، فلم يعد هناك قريتين شرقية وغربيه كما كان سابقاً.

## السكان
بلغ عدد سكانها عام 1961م حوالي 336 نسمة، وبلغ عددهم عام 1967 بعد الاحتلال حوالي 398 نسمة ارتفع إلى 769 نسمة في عام 1987م، وفي عام 2005 بلغ عدد سكانها 1002.

## المعالم
يقع إلى الغرب منها ( محمية أم الريحان ) وهي عبارة عن غابات طبيعية كثيفة جداً تصل مساحتها إلى حوالي ثلاثة آلاف دونم، ويرجع تاريخ هذه الغابة إلى عهد قديم حيث كانت متروكة بدون تنظيم، وتعتبر إحدى الركائز الأساسية للطبيعة الفلسطينية المتميزة وهي من أهم الموجودات الطبيعية في البلاد لكثرة تنوع الكائنات الحية من حيوانات وطيور ونبات وأشجار كبيرة الحجم ومعمرة.
ومن أهم أشجارها الكينيا، السرو، الصنوبر، السنديان، البطم، الإجاص البري، الزعرور، السويد القيقب. هناك العديد من الحيوانات البرية التي تعيش فيها مثل الضبع، الذئب والنسناس. كما تحتوي علي طيور الحجل الجبلي - الرقطي - السمن - الفسفس - أبو زريق - الخضر - أبو الحيات - الحسون وهي موقعا لاستراحة الطيور المهاجرة مثل: القطاء - اللقلق.